# 萨伏依公爵城堡
萨伏依公爵城堡（Château des ducs de Savoie）是一座中世纪城堡，位于法国奥弗涅-罗讷-阿尔卑斯大区萨瓦省的省会尚贝里。它始建于11世纪，完成于1466年。
从1502年到1578年，都靈裹屍布曾存放于城堡的小堂中。
城堡现在是萨瓦省政府和萨沃伊学院的所在地。
1881年8月10日，萨伏依公爵城堡列为法国历史遗迹。

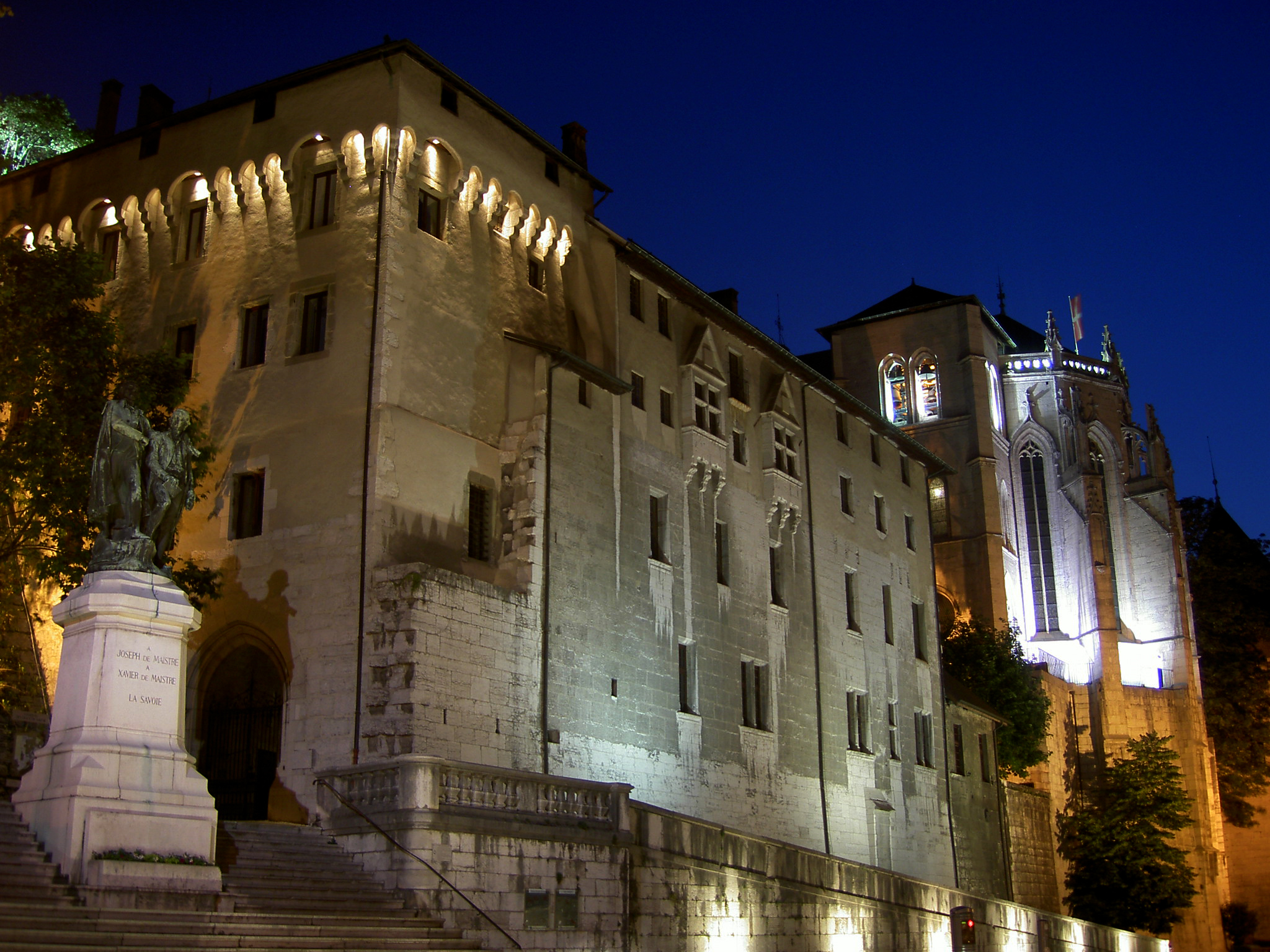
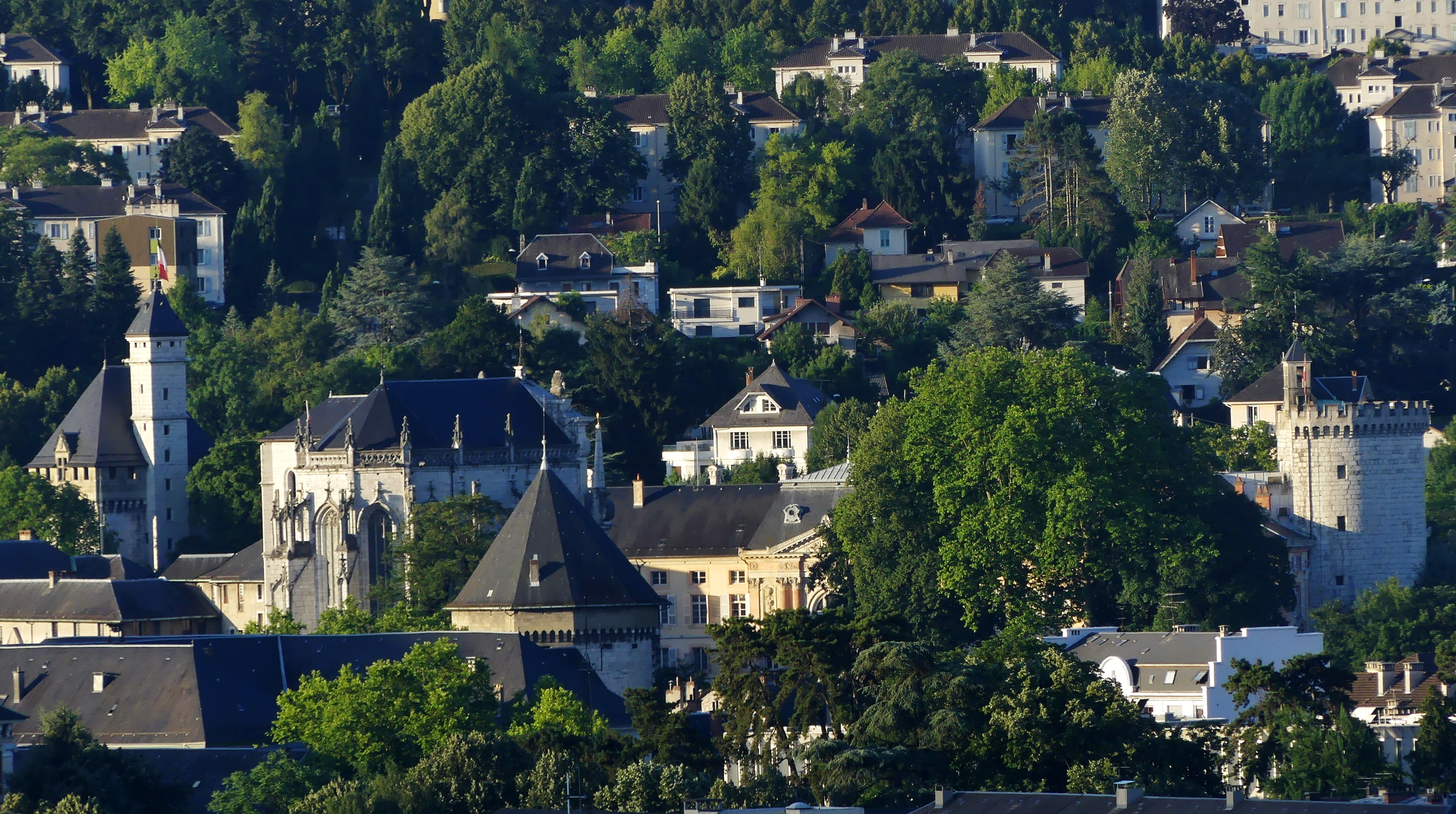
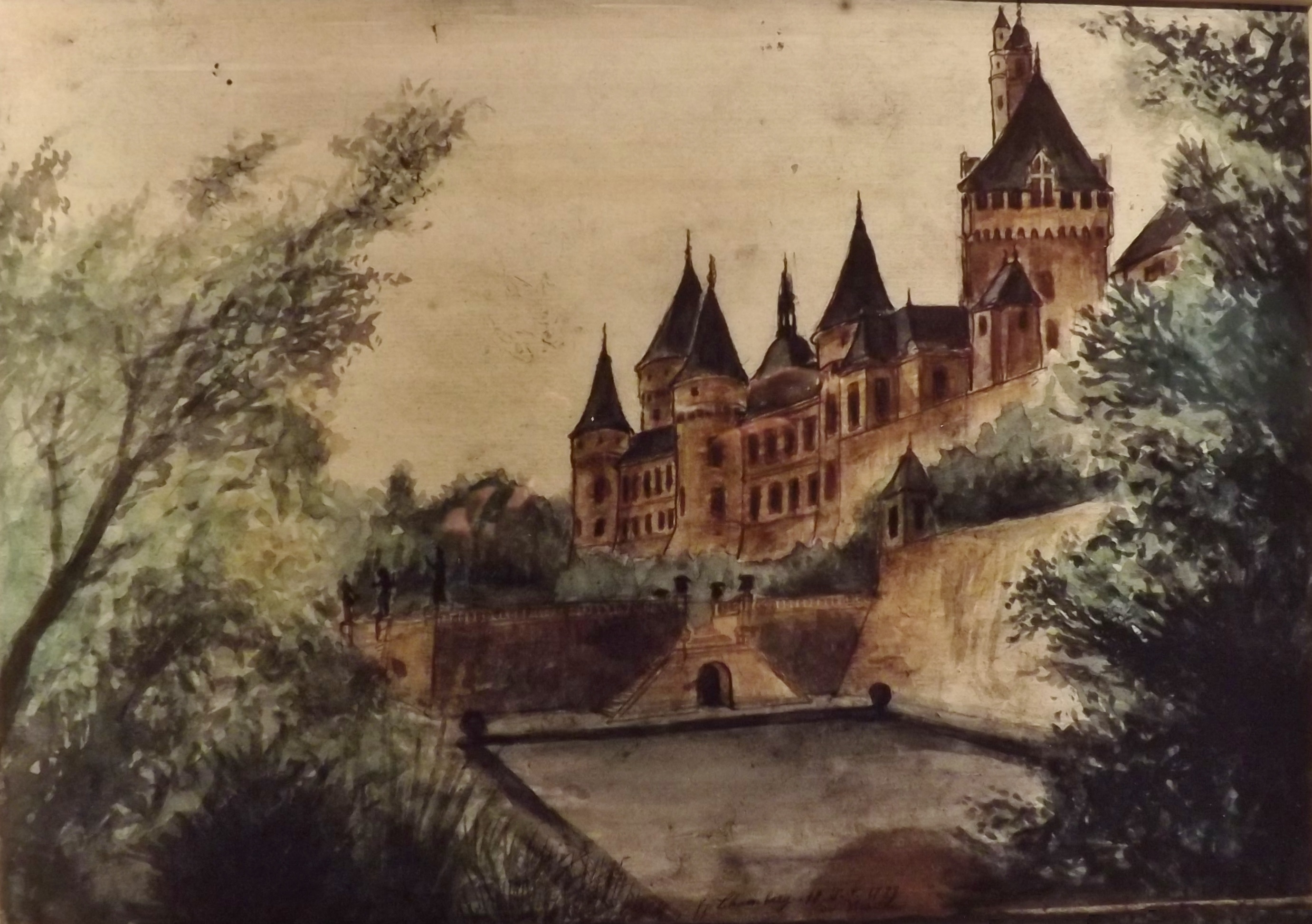
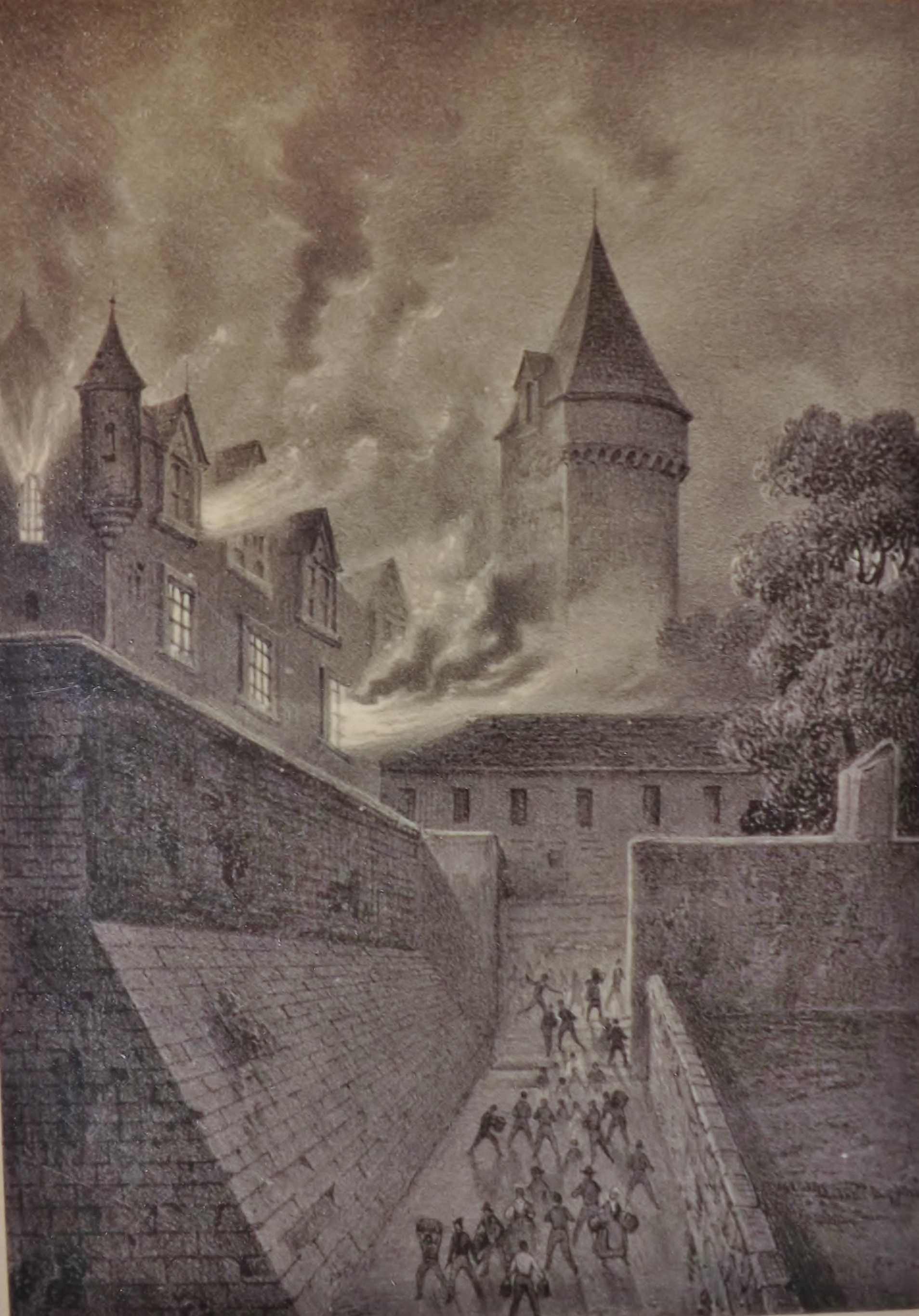
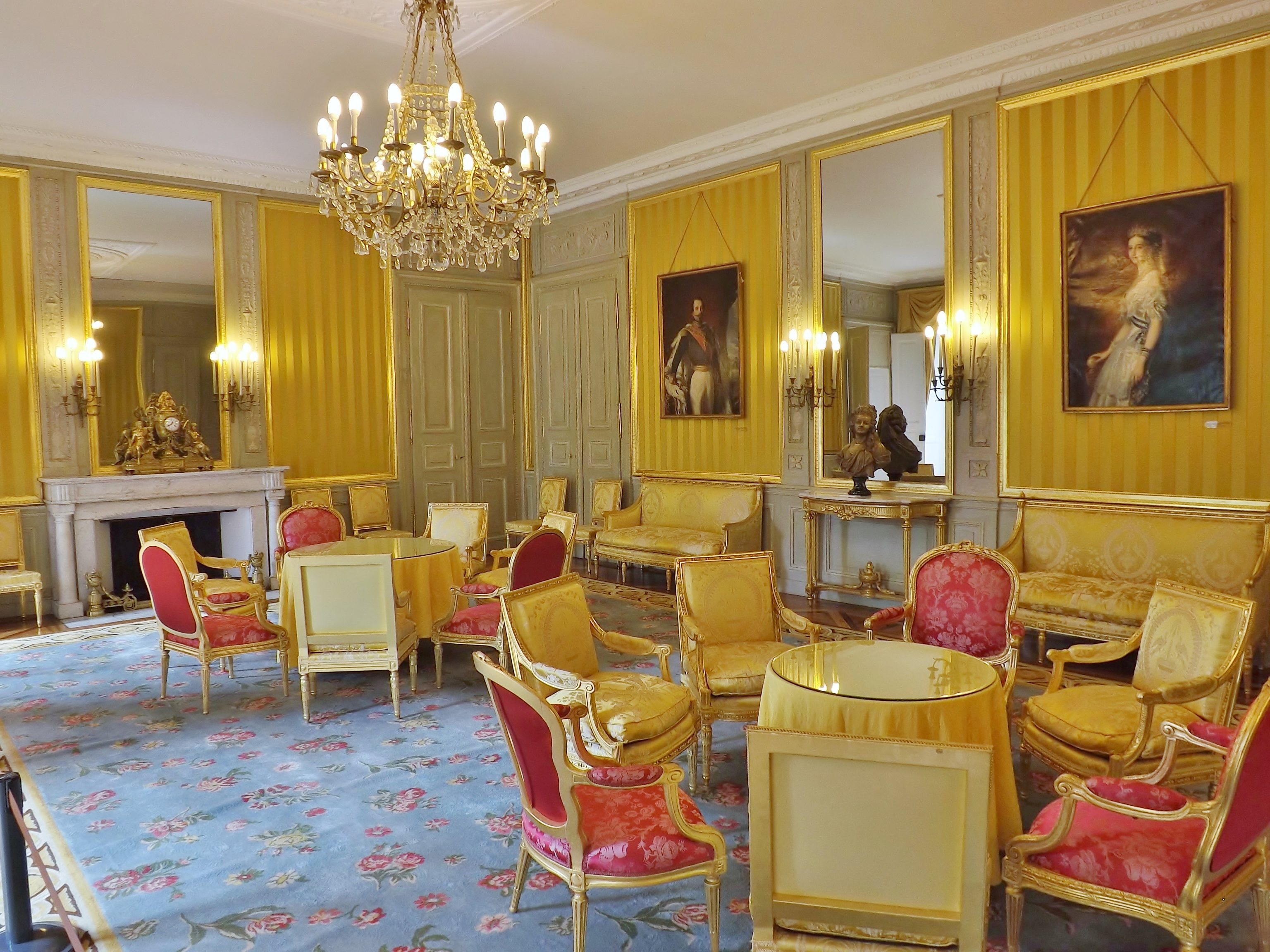
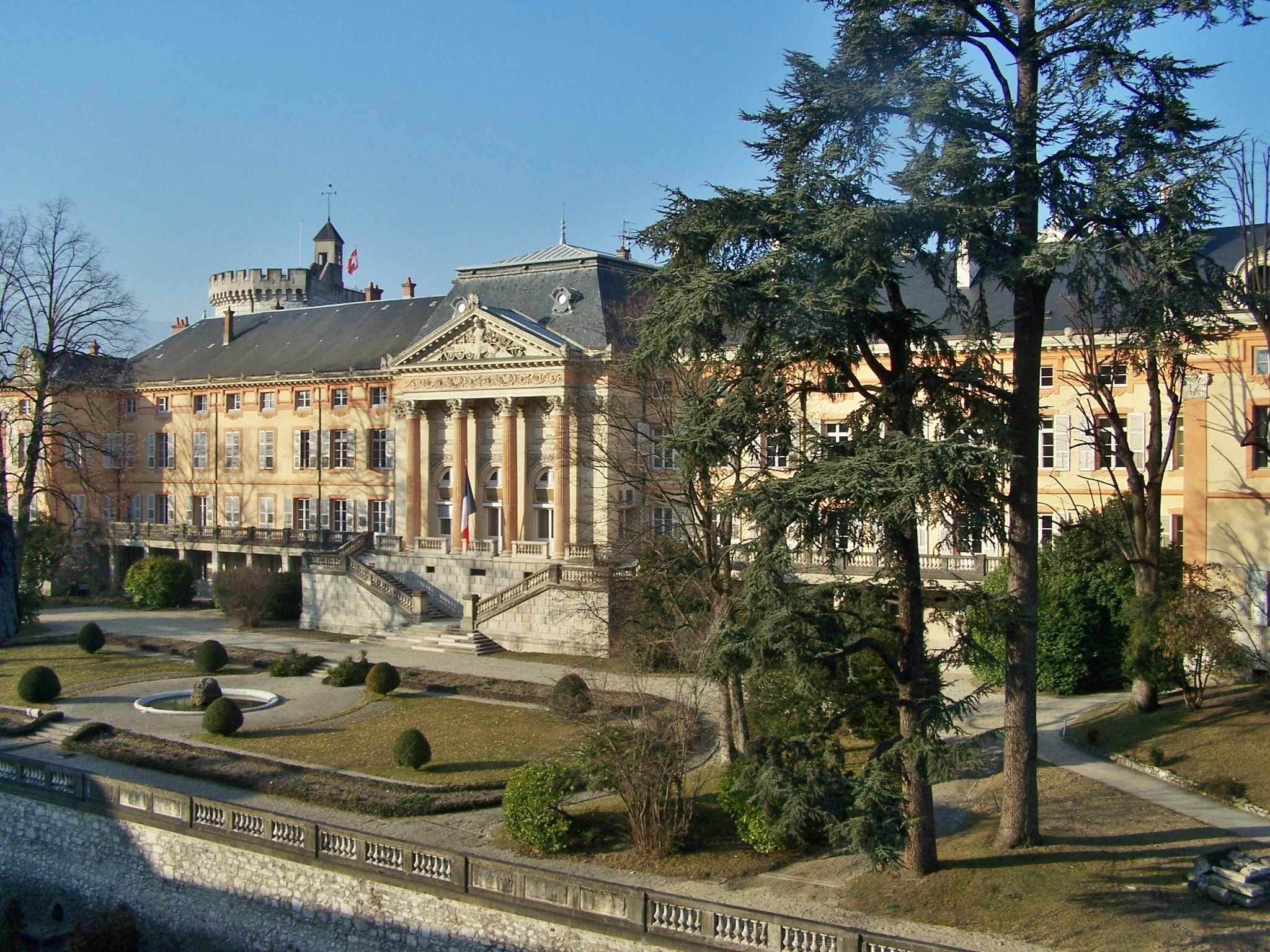
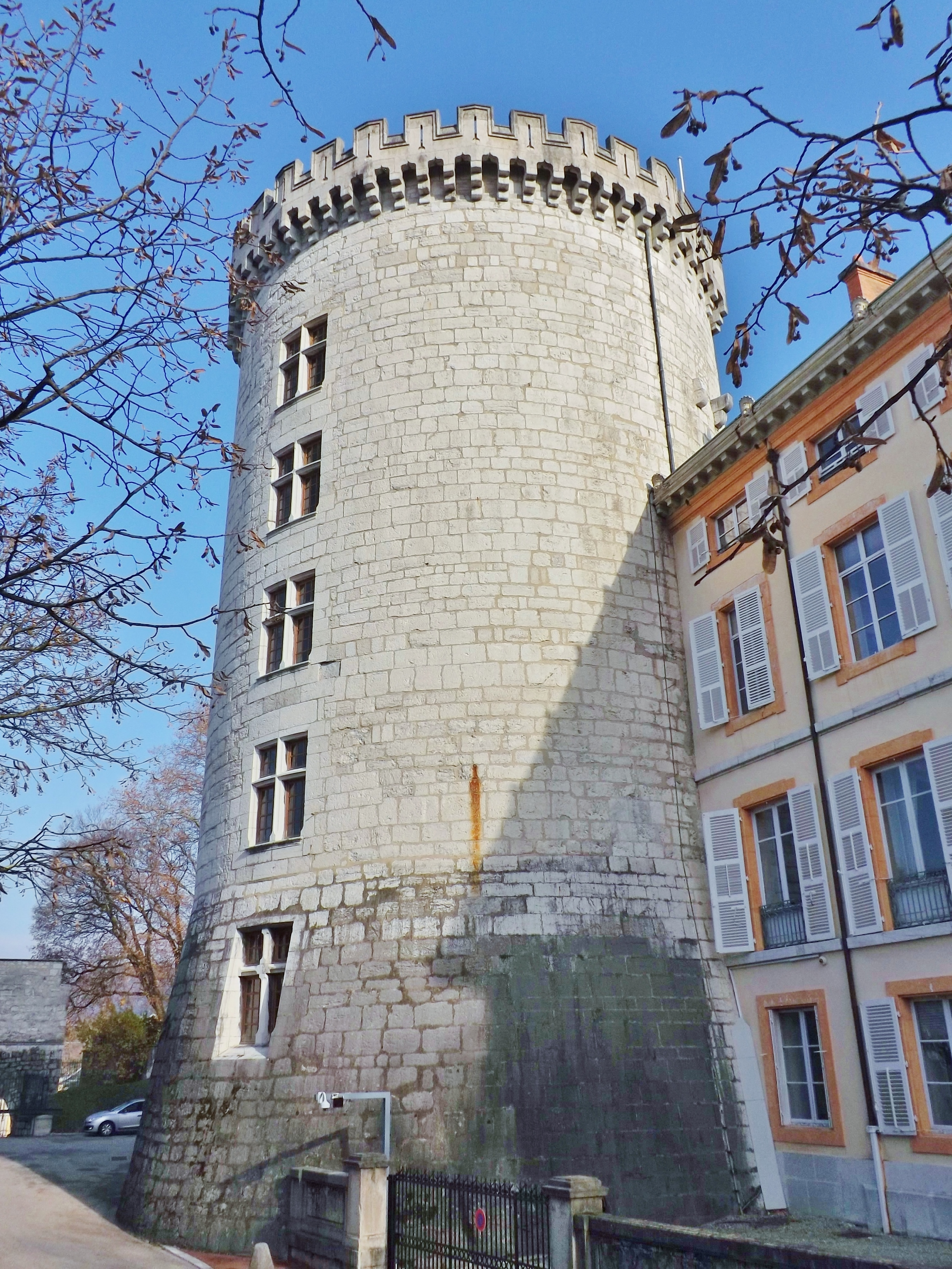
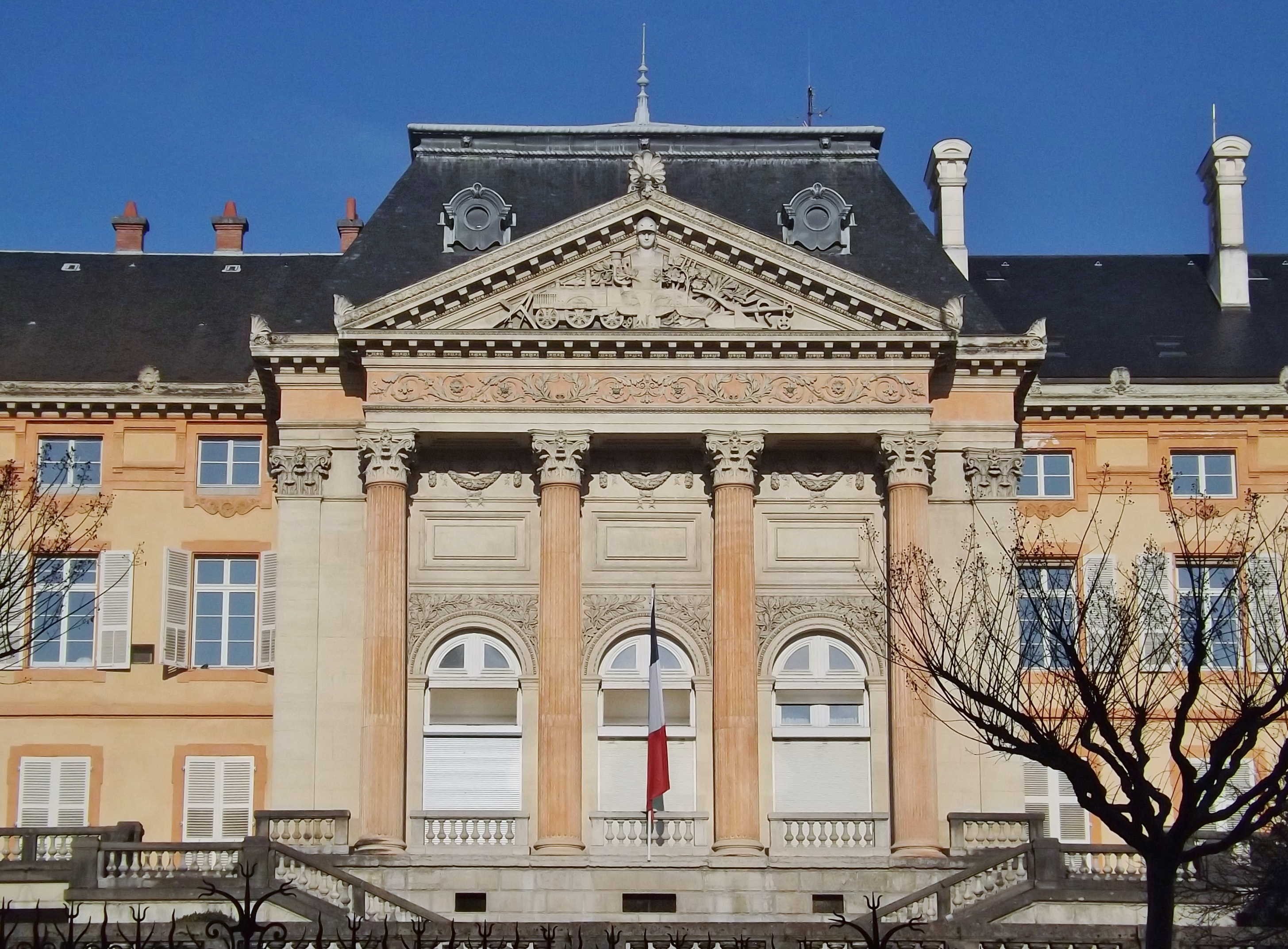
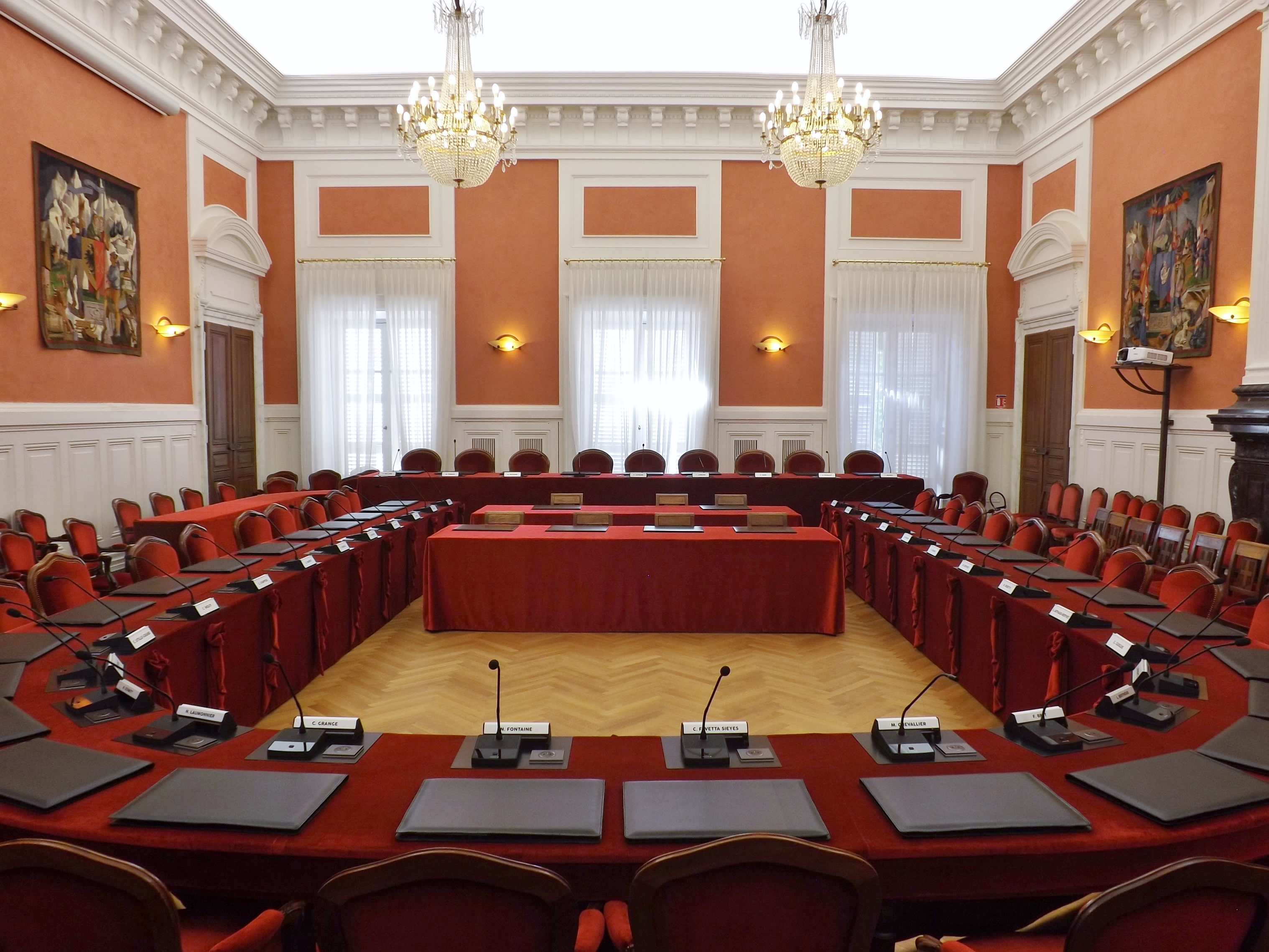
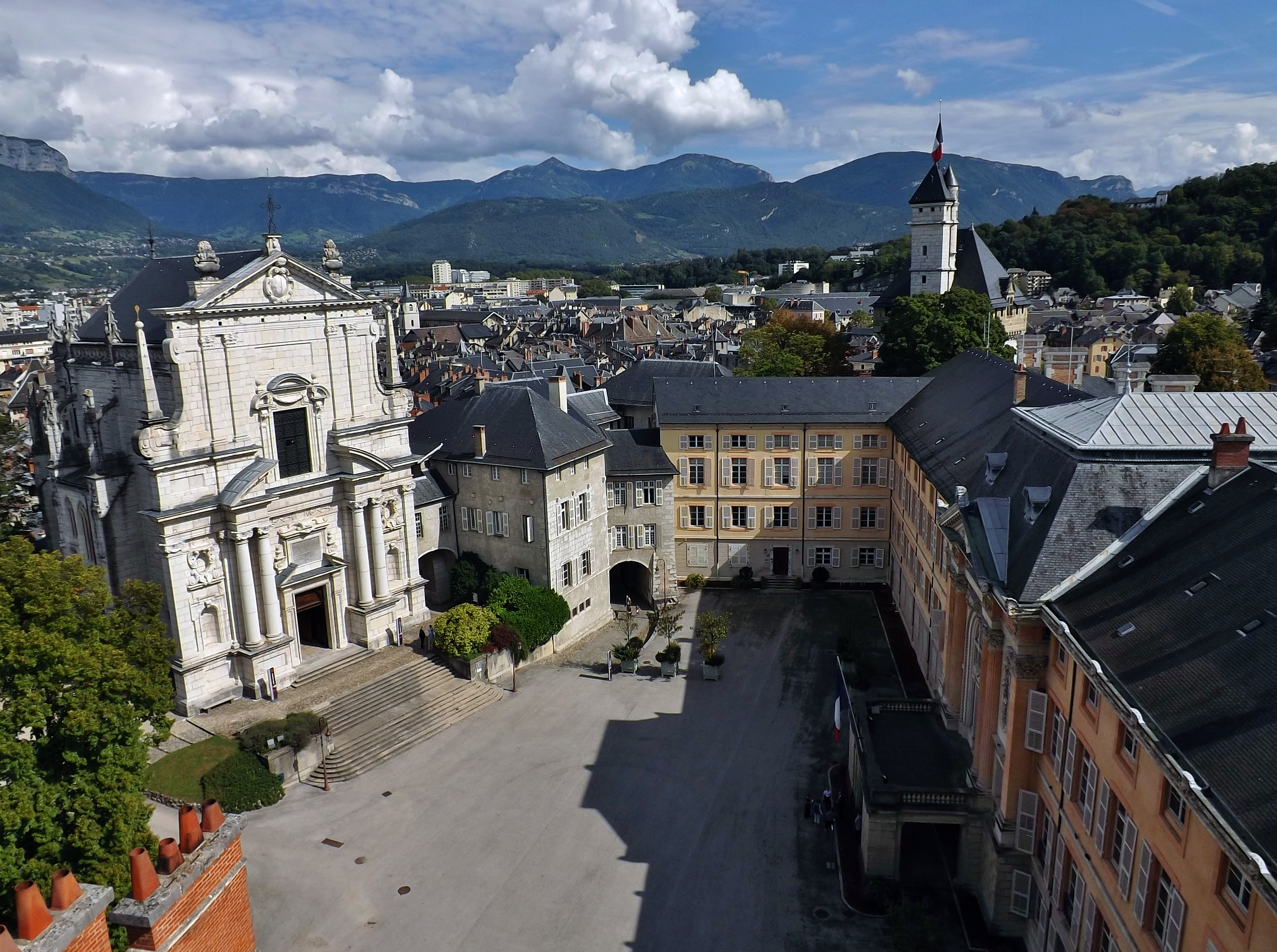
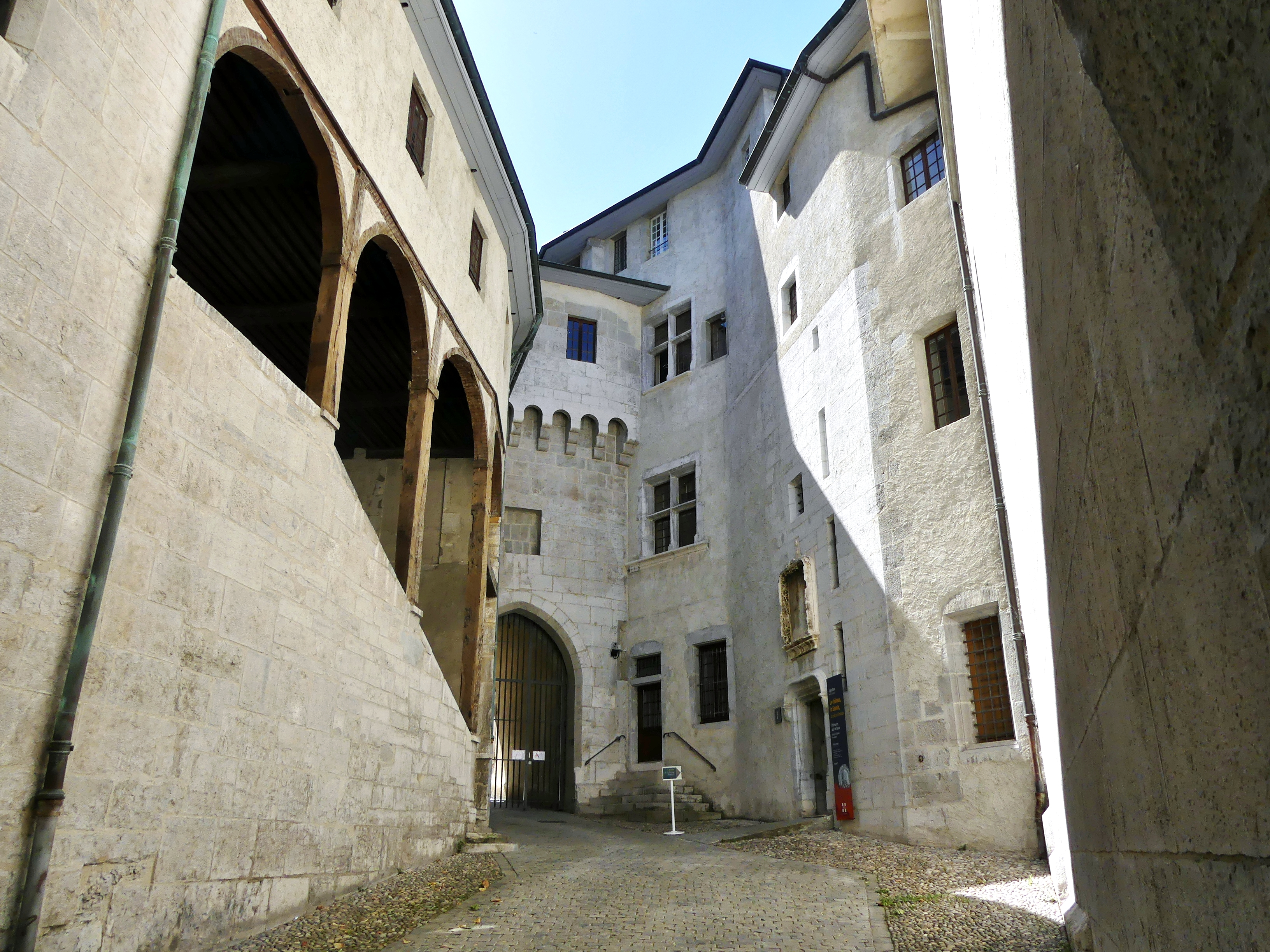
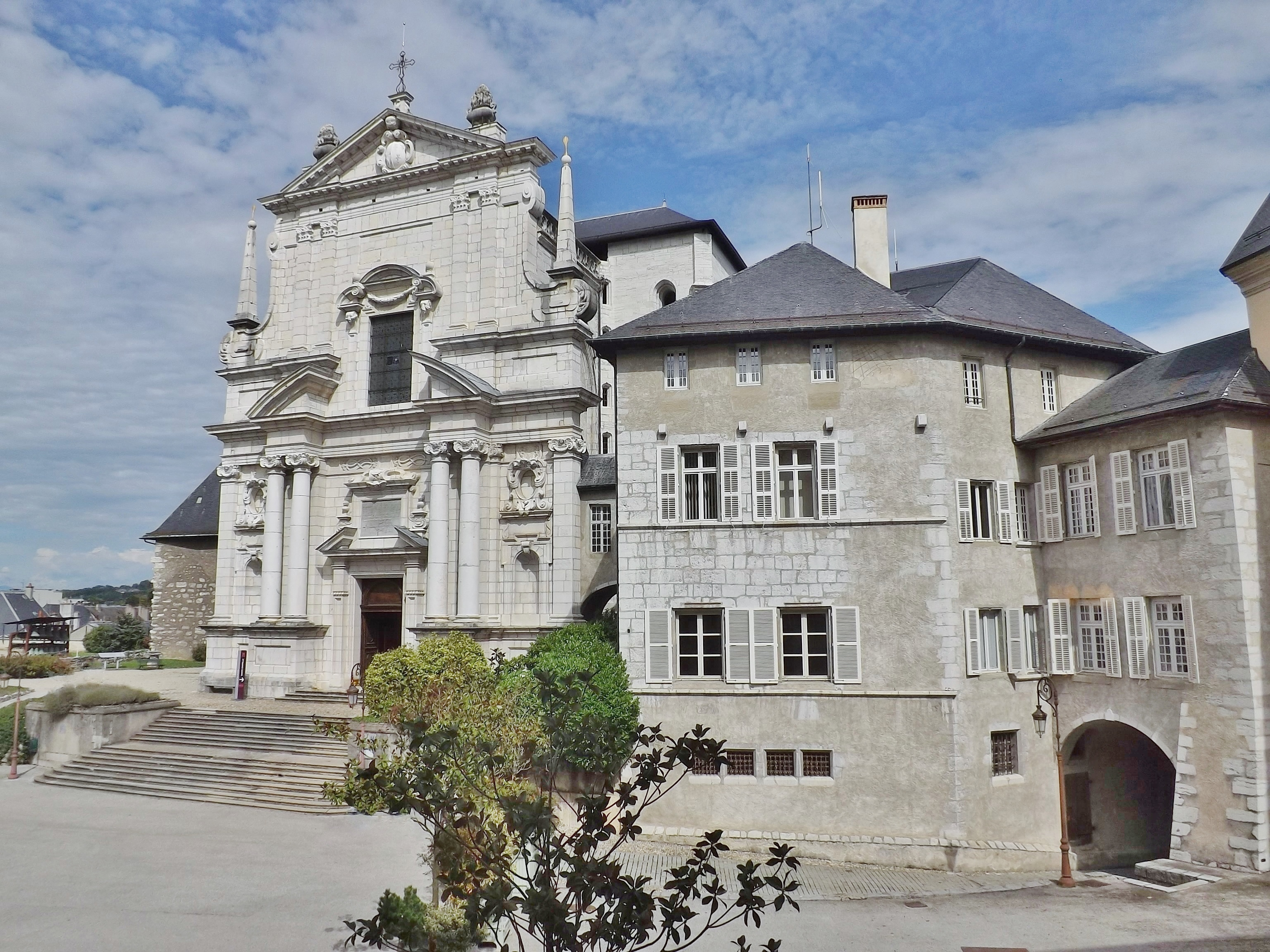
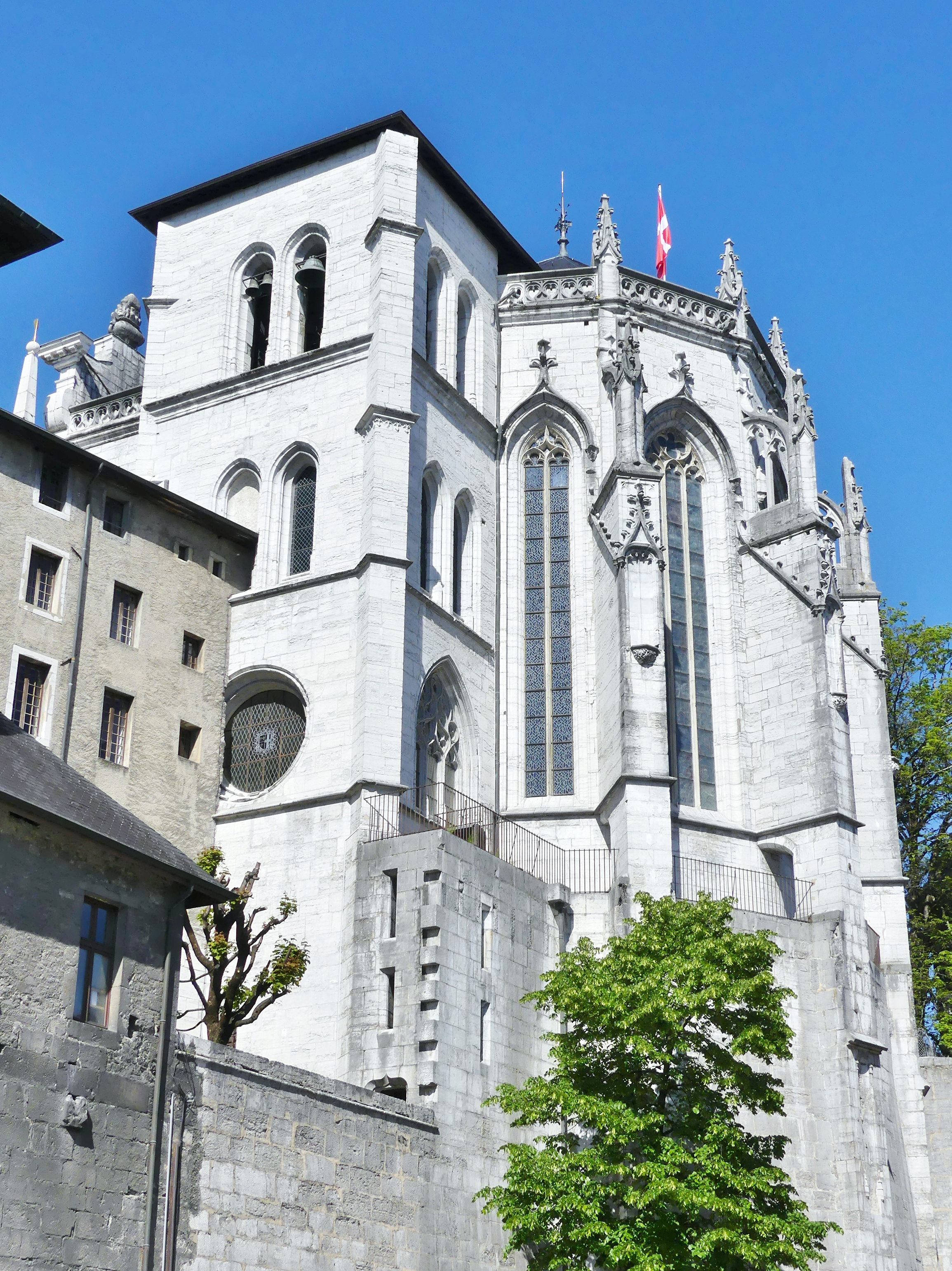
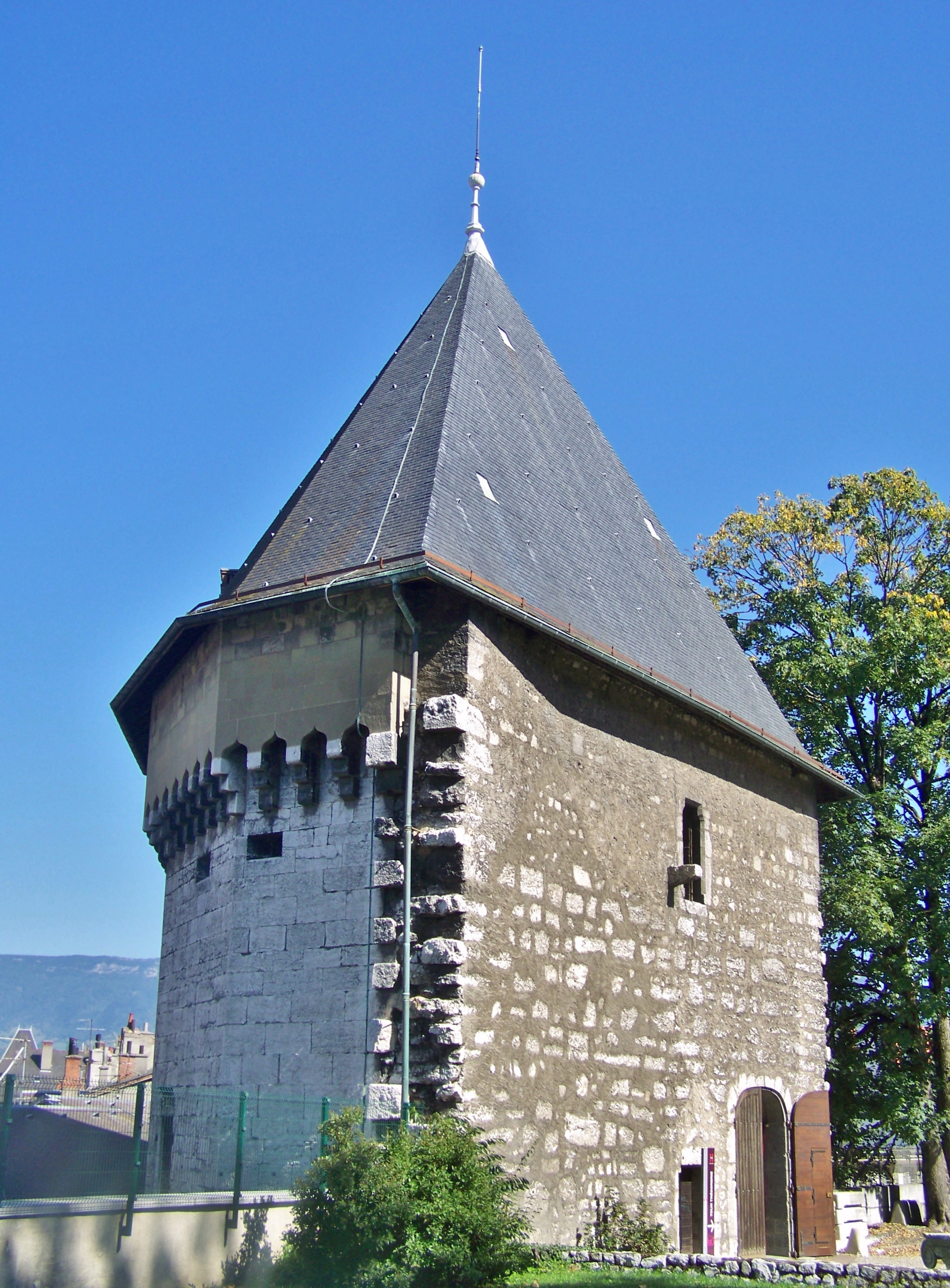
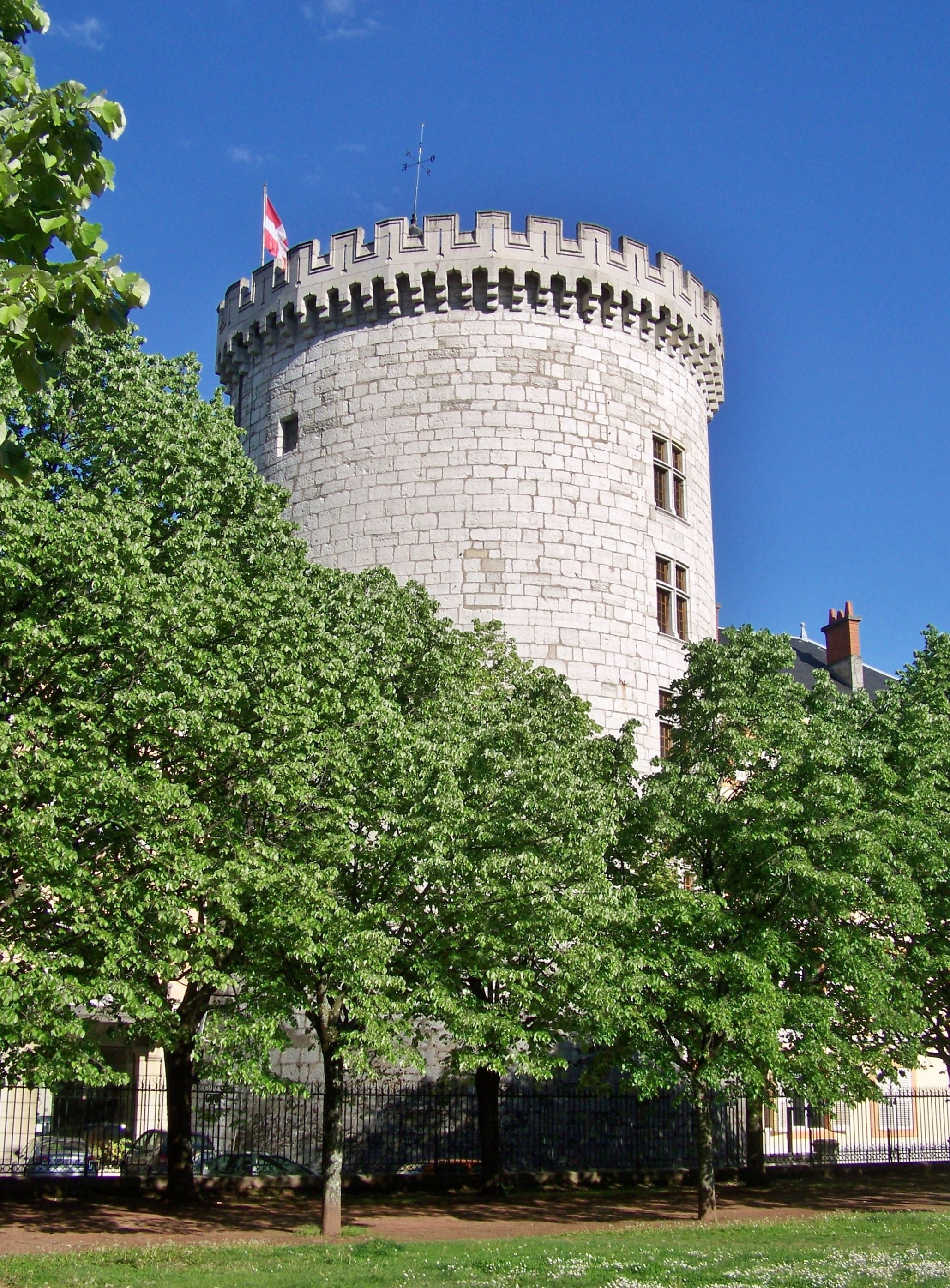
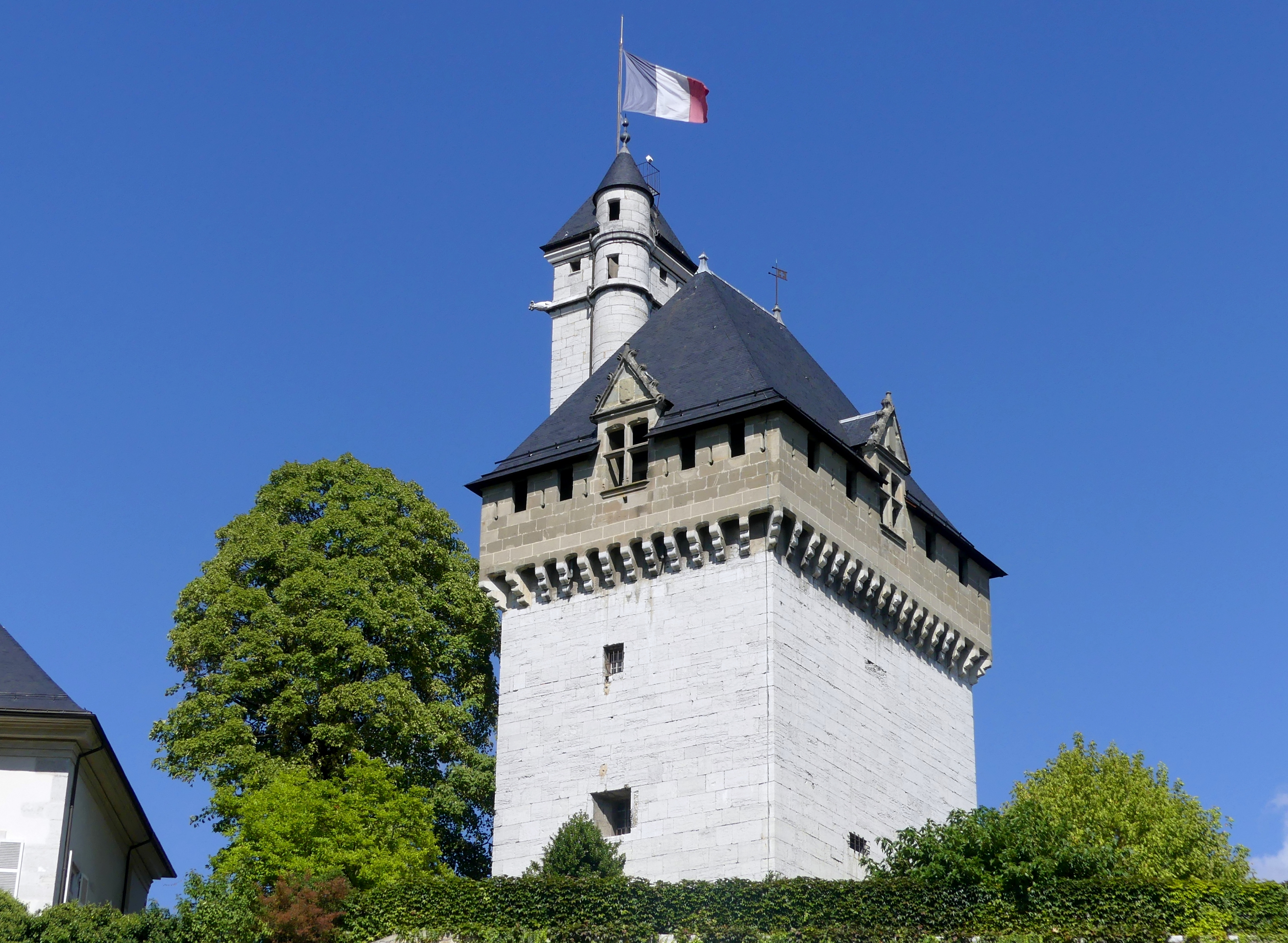
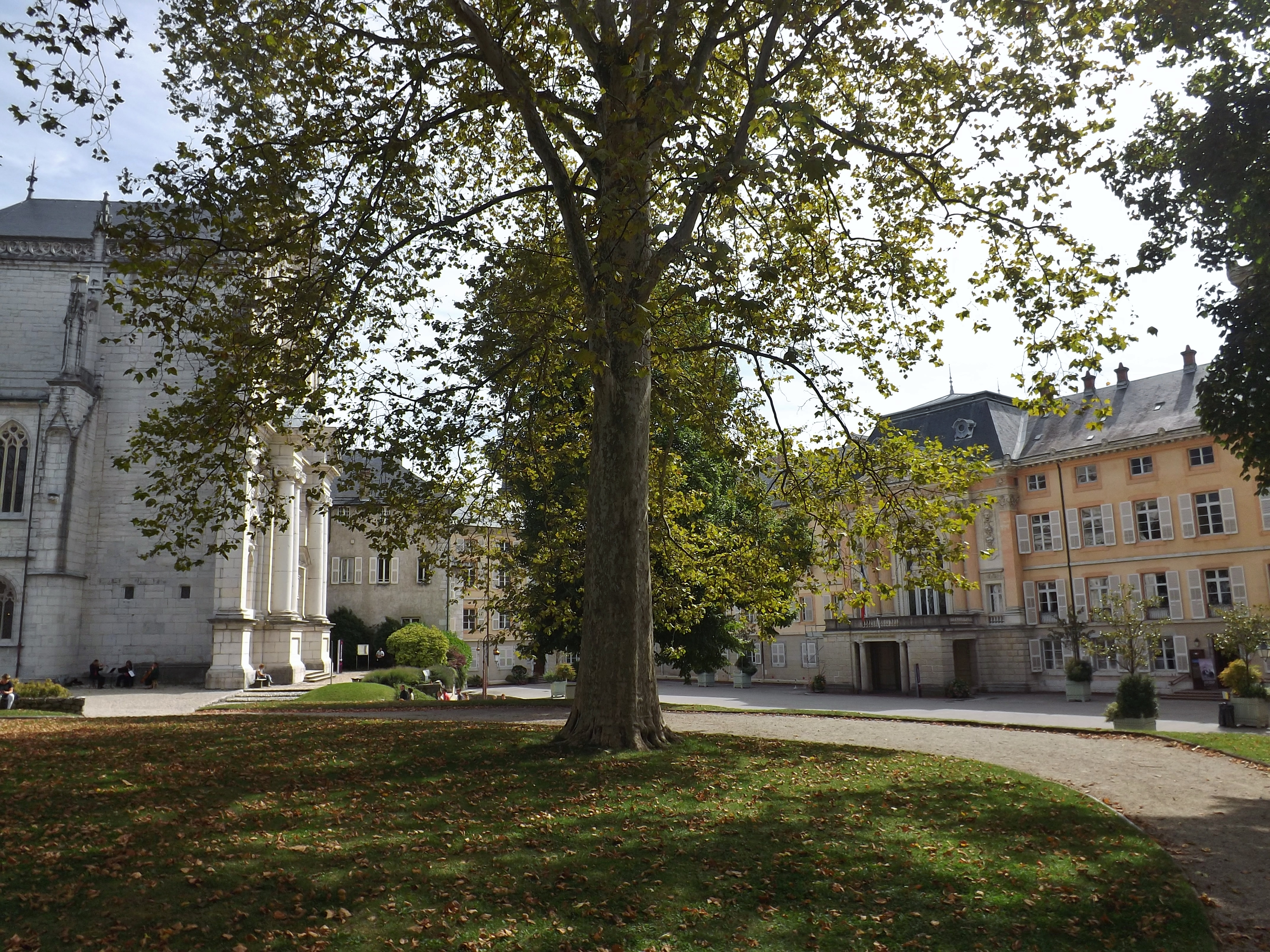